# Paradox Lexmannové
Paradox Lexmannové  (jiné názvy: Lexmannové paradox, kauza Lexmann) je volební paradox, který vznikal ve volbách do Evropského parlamentu, které se na Slovensku uskutečnily v sobotu 25. května 2019. Křesťanskodemokratické hnutí přesto, že získalo více hlasů než Svoboda a solidarita, získalo o jeden mandát méně. Paradox je pojmenovaný po kandidátce KDH Miriam Lexmannové, která by se stala poslankyní Evropského parlamentu, pokud by paradox nenastal. 
Paradox objevil volební expert Daniel Kerekes. Už v březnu 2019, dva měsíce před volbami, upozornil, že přepočítávací formule na přerozdělení mandátů obsahuje chybu.

## Brexit a volby do Evropského parlamentu
V červnu 2018 Evropská rada v reakci na plánované vystoupení Spojeného království z Evropské unie rozhodla o přerozdělení mandátů v Evropském parlamentu . Podstatou mělo být vypořádání se s křesly, která se uvolní po odchodu Spojeného království. Slovensku tak měl přibýt jeden mandát. Namísto 13 poslanců mělo mít Slovensko 14 zástupců. 
Spojené království mělo z Evropské unie vystoupit do 29. března 2019, což bylo téměř dva měsíce před volbami. Předpokládalo se tak, že Britové už křesla v Evropském parlamentu po volbách obsazovat nebudou. Na Slovensku byly proto volby vypsány na 14 míst. 
Na začátku roku 2019 nebylo jasné, zda Spojené království stihne včas z Evropské unie vystoupit a zda vůbec stihne vystoupit ještě před eurovolbami. Ministerstvo vnitra proto připravilo změnu volebního zákona, která měla na vzniklou situaci reagovat. Volební zákon byl ve zrychleném legislativním řízení doplněný o §220a, který určoval, jakým způsobem a které straně se odebere 14. mandát pro případ, že Spojené království nestihne z Evropské unie vystoupit ještě před volbami do Evropského parlamentu.

## Chybné kritérium
Podle §220a měl být mandát odebrat té straně, která vykázala nejmenší zbytek po dělení republikovým volebním číslem (kvótou). Toto kritérium mohlo spravedlivě a správně fungovat pouze za předpokladu, že se všech čtrnáct mandátů přikáže stranám již v prvním skrutiniu. Taková situace je ale málo pravděpodobná. V ostatních případech je kritérium nespravedlivé, nesprávné a vymyká se úmyslu zákonodárce. Odebírá mandát straně, která mě na něj řádný nárok a ponechává mandát jiné straně, která na něj řádný nárok nemá. V praxi se to projeví tak, že strana s více hlasy má o mandát méně než jiná strana s méně hlasy.

### Miriam Lexmann
Ve volbách do Evropského parlamentu, které se na Slovensku uskutečnily v sobotu 25. května 2019 byl takto odebrán mandát Křesťanskodemokratickému hnutí, ačkoli mělo více hlasů než Svoboda a solidarita. Křesťanskodemokratické hnutí má do vystoupení Spojeného království z Evropské unie jednoho europoslance a Svoboda a solidarita dva. 
Dvojkou na kandidátní listině Křesťanskodemokratického hnutí byla Miriam Lexmann. Miriam Lexmann je formálně zvolenou europoslankyní, svůj mandát ale nemůže vykonávat. Nepobírá ani mzdu europoslance. Pokud Spojené království nevystoupí do konce funkčního období 2019 - 2024 z Evropské unie, Miriam Lexmann se europoslankyní fakticky nestane. 
Volební expert Daniel Kerekes paradox demonstroval na příkladu, že pokud by Křesťanskodemokratické hnutí získalo o 371 hlasů méně než byl reálný volební výsledek, obdrželo by dvě křesla. Miriam Lexmann by se ihned stala europoslankyní. Čekatelem by byl v takovém případě Peter Pollák kandidující za Obyčejných lidí. Hnutí Obyčejní lidé by neměli ani jeden mandát.
Další příklad, na kterém Kerekes paradox demonstruje, je situace, kdyby Svoboda a solidarita získala o 495 hlasů více. V takovém případě by takzvaný brexitový mandát připadl Eugenu Jurzycovi ze Svobody a solidarity. Na obou případech je demonstrováno porušení kritéria monotónnosti hlasů, kdy si strana může lepším volebním výsledkem poškodit.

## Soudní dohra
Křesťanskodemokratické hnutí hned po vyhlášení výsledků voleb avizovalo, že se obrátí na Ústavní soud. Na Ústavní soud se obrátilo s volební stížností, v níž se domáhalo, aby soud prohlásil Miriam Lexmann za zvolenou europoslankyni a Eugena Jurzycu za čekatele na brexit. Křesťanskodemokratické hnutí se zároveň obrátilo na Státní komisi pro volby s podnětem, kde se dožadovali změny jejího rozhodnutí o vyhlášení výsledků voleb. Státní komise pro volby podnět odmítla se zdůvodněním, že Státní komise postupovala podle zákona a že výsledky voleb už může měnit pouze Ústavní soud. Pak se Křesťanskodemokratické hnutí ještě obrátilo správní žalobou na krajský soud, kde se dožaduje, aby soud zrušil rozhodnutí Státní komise pro volby. 
Ústavní soud volební stížnost meritorně neposoudil, protože se v plénu kvůli neobsazeným soudcovským místům nenašla procesní většina pro přijetí stížnosti k dalšímu řízení. Stížnost tak byla zamítnuta bez věcného zdůvodnění. Vůči takovému postupu se ohradil předseda Ústavního soudu, a to připojením svého kritického odlišného stanoviska k rozhodnutí o zamítnutí. 
Křesťanskodemokratické hnutí se na Ústavní soud po doplnění jeho soudců do plného stavu obrátilo znovu formou volební stížnosti. Ústavní soud o stížnosti zatím[kdy?] nerozhodl.